# Андрус (вулкан)
Андрус — щитовой вулкан высотой 2978 метров, расположенный в Антарктиде в районе Земли Мэри Бэрд. Состоит из трёх слившихся щитовых вулканов площадью 252 км³. Сложен трахитами. Гора Андрус является наиболее молодой и была активная в эпоху позднего плейстоцена-голоцена. Образует 4,5-километровую кальдеру. Слабая фумарольная активность наблюдалась на горе Кауффман в 1977 году, которая находится недалеко от Андруса.
Назван в честь американского лейтенанта Карла Андруса, врача и начальника полярной станции Бэрд в 1964 году.